# Ivo T. Budil
Ivo T. Budil (* 8. srpna 1965 Praha) je český antropolog, vysokoškolský pedagog a spisovatel. Založil Fakultu filozofickou (původně Fakultu humanitních studií) Západočeské univerzity v Plzni, jejímž prvním děkanem byl ve dvou funkčních obdobích v letech 1999 až 2005. Inicioval založení antropologických, archeologických, blízkovýchodních a historických oborů na Fakultě filozofické Západočeské univerzity v Plzni. Působí na Metropolitní univerzitě Praha a věnuje se publicistické a veřejné činnosti.
Hlásí se k sociálnímu konzervatismu a je skeptický vůči současné podobě Evropské unie, kterou pokládá za jednu z příčin dlouhodobé stagnace západní civilizace. Je přesvědčen, že je zapotřebí zásadního impulsu k obnově Západu jako svobodné, kreativní, konkurenceschopné a sociálně odpovědné společnosti, která musí obstát vůči asertivitě asijských civilizací. Důraz klade na podporu vědeckého výzkumu a technologického rozvoje, ve kterých vidí naději pro revitalizaci tvůrčího ducha Západu. Je stoupencem úzké spolupráce mezi Evropou a Spojenými státy americkými. Kriticky vystupuje vůči soudobému ideologickému aktivismu v podobě genderových studií, multikulturalismu, politické korektnosti nebo BLM, jež označil za reakční zpochybnění racionalistického a emancipačního dědictví osvícenství.
Je členem strany PRO. Označuje se za scientistického konzervativce, který spojuje fundamentalismus vědecké metody s tolerancí a respektem vůči pluralitě symbolických systémů, které dávají smysl lidské existenci při zachování univerzálních hodnot humanismu. V tomto ohledu se hlásí k odkazu anglického antropologa a filozofa českého původu Ernesta Gellnera.
Jeho otcem byl rozhlasový redaktor, novinář a popularizátor vědy Ivo Budil.

## Život
V 80. letech 20. století se účastnil bytových seminářů profesora Ladislava Hejdánka a Ivana Havla. Vystudoval Přírodovědeckou fakultu Univerzity Karlovy v Praze v letech 1984 až 1990 a doktorské studium v oboru Teorie a dějiny kultury na Filozofické fakultě Univerzity Karlovy v Praze v letech 1991 až 1994. Po habilitačním řízení na Fakultě sociálních věd Univerzity Karlovy v Praze byl jmenován s účinností od 1. července 2001 docentem pro obor Sociologie. Profesorem v oboru Antropologie byl jmenován na Přírodovědecké fakultě Masarykovy univerzity v Brně s účinností od 2. května 2006. Vědeckou radou Akademie věd České republiky mu byl s účinností od 4. května 2006 udělen titul doktor věd (DSc.).
Koncem roku 1989 stál jakožto místopředseda studentského stávkového výboru Přírodovědecké fakulty Univerzity Karlovy v Praze u zrodu Katedry filozofie a dějin přírodních věd této fakulty. V letech 1994 až 1995 uskutečnil roční stipendijní pobyt ve Francii, zahrnující stáž v Institut de Prehistoire Orientale CNRS v Jales u prof. Jacquese Cauvina, v Maison de l’Orient Mediterranée CNRS v Lyonu u prof. Oliviera Aurenche, v Laboratoire d’Anthropologie et de Préhistoire, Université de Provence, Aix-en-Provence u prof. Oliviera Dutoura a prof. Roberta Chenorkiana.
V Ústavu pro humanitní studia v lékařství 1. lékařské fakulty Univerzity Karlovy v Praze působil v období 1991–1996, kdy přešel na Západočeskou univerzitu v Plzni. Nejprve zde byl tajemníkem a zástupcem ředitele Ústavu sociálně politických věd (1996–1998). Dále zde působil jako proděkan pro studijní záležitosti a rozvoj humanitních oborů Střediska humanitních studií Právnické fakulty (1997–1999), první děkan Fakulty filozofické (do 3. ledna 2005 Fakulty humanitních studií, 1999–2005), proděkan pro vědu a vnější vztahy Fakulty filozofické (2005–2007), prorektor pro výzkum a vývoj (2007), vedoucí Katedry antropologických věd (2000–2008), Katedry antropologických a historických věd (2008–2011) a Katedry historických věd filozofické fakulty (2012–2015) a proděkan pro vědu filozofické fakulty (2008–2013). V roce 2007 byl prorektorem pro vědu a výzkum Západočeské univerzity v Plzni. Na tento post však rezignoval v říjnu, aby se vrátil na filozofickou fakultu. Rezignace následovala po skončení plagiátorské aféry, ve které byl nařčen z používaní cizích vědeckých výsledků v některých svých prací bez řádné citace, etická komise Západočeské univerzity v Plzni svolaná na žádost Ivo T. Budila však po několikaměsíčním zkoumání Budilovy publikační činnosti žádné známky plagiátorství neshledala.
Původně se věnoval výzkumu artikulačních schopností fosilních hominidů a počátkem devadesátých let dvacátého století publikoval svoji rekonstrukci supralaryngeálního vokálního traktu fosilního hominida z Petralony v Řecku. O výsledcích svého výzkumu přednášel na NATO Advanced Study Institute o multidisciplinárním výzkumu původu lidského jazyka, Cortona, Itálie, v roce 1988. Tato práce je dodnes citována jako novátorský přístup k dané problematice. Poté se zaměřil především na vývoj antropologického myšlení v širším historickém a intelektuálním kontextu a na vztah mezi antropologickými vědami, ideologií a politickou kulturou. Zvláštní pozornost věnoval dějinám rasového myšlení. Na Filozofické fakultě Západočeské univerzity v Plzni organizoval pravidelné konference o interdisciplinárním výzkumu totalitarismu.
Působí na Metropolitní univerzitě Praha. Zabývá se problematikou dějin antropologického myšlení a vztahy mezi západní civilizací a zámořskými společnostmi v širším historickém a intelektuálním kontextu. Zvláštní pozornost věnuje rovněž otázkám dějin idejí a teorii kulturní evoluce. Je autorem mimo jiné několika monografií o vývoji západního rasového myšlení zejména se zaměřením na dějiny Francie a širší souvislosti s formováním moderní západní politické kultury. V kontrafaktuálním románu Darwinova dcera (2019) se zabývá otázkou, jak by vyvíjela západní civilizace, pokud by Charles Darwin nevydal v roce 1859 knihu O původu druhů. V historickém románu O udatných skutcích norských křižáků (2020) sleduje osudy Varjagů na dvoře v Konstantinopoli uprostřed dramatických událostí jedenáctého století. V knize vystupuje řada reálných i fiktivních postav.

## Pedagogická činnost
Výuku realizoval v následujících studijních programech: Výuka v rámci akreditovaných studijních oborů Metropolitní univerzity Praha. Výuka v rámci akreditovaných bakalářských studijních oborů Obecné a České dějiny (studijní program Historické vědy), Sociální a kulturní antropologie (studijní program Humanitní studia), Humanistika (studijní program Humanitní studia), Archeologie (studijní program Historické vědy) a Politologie (studijní program Politologie) a navazujících magisterských studijních oborů Moderní dějiny (studijní program Historické vědy), Sociální a kulturní antropologie (studijní program Sociální a kulturní antropologie), Politologie (studijní program Politologie) a Evropská kulturní studia (studijní program Humanitní studia) Fakulty filozofické Západočeské univerzity v Plzni. Přednášel na Fakultě filozofické Univerzity Karlovy v Praze a Anglo American University. Podílel se na vedení disertačních prací, seminářů a volitelných předmětů v rámci doktorského studijního oboru Etnologie, Teorie a dějiny vědy a techniky a Politologie Fakulty filozofické Západočeské univerzity v Plzni. Od roku 2020 je garantem bakalářského a magisterského programu Anglofonní studia na Metropolitní univerzitě v Praze.

## Členství a veřejné působení
Je členem Vědecké rady Metropolitní univerzity Praha, byl členem Vědecké rady Filozofické fakulty Univerzity Karlovy v Praze, Západočeské univerzity v Plzni, Univerzity Pardubice, Jihočeské univerzity v Českých Budějovicích, Fakulty humanitních studií Univerzity Karlovy v Praze a Pedagogické fakulty Západočeské univerzity v Plzni. Působil jako alternující člen Komise Akademie věd České republiky pro obhajoby doktorských disertací v oboru Orientalistika-kombinace (od 2003). Působil v Academic Council of the Anglo-American University in Prague. Působil nebo stále působí v následujících oborových radách: Oborová rada doktorského studijního oboru Teorie a dějiny vědy a techniky Fakulty filozofické Západočeské univerzity v Plzni a Filosofického ústavu Akademie věd České republiky (od října 2003); oborová rada doktorského studijního oboru Archeologie Fakulty filozofické Západočeské univerzity v Plzni (od června 2005); oborová rada doktorského studijního oboru Politologie Fakulty sociálních věd Univerzity Karlovy v Praze (od června 2002); oborová rada doktorského studijního oboru Politologie Fakulty filozofické Západočeské univerzity v Plzni (od června 2012); oborová rada doktorského studijního oboru Neurologie a psychiatrie Lékařské fakulty Univerzity Karlovy v Praze (od června 2007); oborová rada doktorského studijního oboru Etika 1. lékařské fakulty Univerzity Karlovy v Praze (od června 2006); oborová rada Politologie Metropolitní univerzity Praha (od roku 2017).
V letech 1996 až 1998 byl viceprezidentem mezinárodní společnosti Language Origins Society, jejíž světový kongres pořádal v roce 1997 na Západočeské univerzitě v Plzni. V roce 2018 se stal prezidentem Společnosti pro vědy a umění (Czechoslovak Society of Arts and Sciences, SVU), jejíž světový kongres pořádal dvakrát v letech 2002 a 2016 na Západočeské univerzitě v Plzni. Mezi roky 2016 až 2019 působil jako předseda Demokratického klubu. Byl zakládajícím členem Ligy proti antisemitismu. V období 2010 až 2015 byl předsedou místní skupiny Křesťanské akademie v Plzni. V letech 2014 až 2018 předsedal Komisi pro partnerská města a evropské záležitosti Magistrátu města Plzeň jako nestraník za KDU-ČSL. Od června 2019 působil jako místní koordinátor Trikolóra hnutí občanů pro Prahu 4. V říjnu 2019 byl zvolen předsedou místní organizace Trikolóry hnutí občanů na Praze 4.
Ve volbách do Senátu PČR v roce 2020 kandidoval za hnutí Trikolóra v obvodu č. 27 – Praha 1. Se ziskem 4,12 % hlasů skončil na 5. místě a do druhého kola nepostoupil.
Ve volbách do Evropského parlamentu v červnu 2024 kandidoval jako člen PRO 2022 na 5. místě kandidátky koalice „PRO – Jindřicha Rajchla“ (tj. PRO 2022 a SV PRO ZS). Strana však získala pouze 2,15 % hlasů, takže neuspěl.

## Kontroverze
Působení na Západočeské univerzitě v roce 2007 poznamenalo obvinění z plagiátorství, které vznesl kanadský sociální antropolog David Scheffel z Thompson Rivers University. Ten zveřejnil v čísle 1/2007 Sociologického časopisu úvahu nazvanou „Minulost a budoucnost antropologie ve střední a východní Evropě: poznámky k vizi Chrise Hanna“ o vědecké kultuře české antropologie. Jako příklad uvedl stručný příspěvek o dějinách české etnologie Ivo T. Budila pro britský sborník, ve kterém údajně použil celé části článku, který Scheffel sepsal s Josefem Kandertem, aniž by je označil za převzaté. Ivo T. Budil reagoval v témže čísle, kde namítl, že Scheffelův a Kandertův článek byl uveden v seznamu použité literatury a řádně osmkrát odkázán přímo v textu přesně tam, kde byly příslušné informace využity.
Na obsah čísla reagovala ČTK, jejíž zprávu převzal Týden a Plzeňský deník. V následujících měsících probíhala na stránkách novin diskuse vědců o údajném plagiátorství. Tomáš Kaiser z Fakulty aplikovaných věd ZČU, jehož manželce nebyla krátce předtím prodloužena na FF ZČU pracovní smlouva, otevřel web srovnávající pasáže Budilovy osmisetstránkové knihy Za obzor Západu s texty, které nebyly údajně řádně odkázány. Na příkaz rektora Josefa Průši je Kaiser z důvodu střetu zájmů uzavřel.
Na začátku července 2007 oznámila ZČU sestavení etické komise, která měla zkoumat pravost vědeckých prací prorektora Ivo Budila. Petr Zídek v článku „Když vědci kradou“ zveřejněném v Lidových novinách zpochybnil složení této etické komise, ve které podle jeho mínění většinu tvořili podřízení Ivo Budila. Zveřejněný seznam jmen členů komise, které předsedal historik František Šmahel, toto Zídkovo tvrzení nijak nepotvrdil. Prof. Ivo Budila se zastali prof. Evžen Neustupný, bývalý ředitel Archeologického ústavu Akademie věd České republiky, a prof. Václav Blažek z Masarykovy univerzity v Brně, kteří upozornili na rozpoutanou mediální štvanici. Etická komise skončila svoji činnost v září, kdy rektor Průša vydal o jejím závěru tiskovou zprávu. Etická komise dospěla k závěru, že se prof. Budil nedopustil plagiátorství. Ivo Budil použil v knize Za obzor Západu citační úzus, v jehož rámci uvedl veškeré nepřímé odkazy na konci knihy tak, jak je to obvyklé v anglosaském a francouzském prostředí. Budilovi kritici tuto skutečnost v médiích zamlčeli. Výběr členů komise, její práce a její závěr byl následně v Lidových novinách a Hospodářských novinách kritizován. Západočeská univerzita v Plzni ovšem prostřednictvím zveřejnění jmen členů komise a zápisů z jednání tuto kritiku odmítla.

## Dílo a ocenění
Ivo T. Budil v roce 2009 obdržel Medaili Vojtěcha Suka udělenou Ústavem antropologie Přírodovědecké fakulty Masarykovy univerzity za „vynikající příspěvek k rozvoji české antropologie“. Roku 2002 získal Výroční cenu Nadace Josefa Hlávky v kategorii společenských věd za knihu Za obzor Západu[zdroj⁠?!] a je nositelem SVU Fellow for the professional achievements in the area of social sciences (2003).
Kromě přibližně tří set odborných studií a popularizujících a publicistických textů je autorem knih:
- Globální dějiny a postliberální společnost: Budoucnost západní civilizace. Praha: Triton, 844 strany, ISBN 978-80-7684-043-0, 2022.
- O udatných skutcích norských křižáků. Praha: Triton, 403 strany, ISBN 978-80-7553-743-0, 2020
- Darwinova dcera. Velké Přílepy: Olympia, 168 stran, ISBN 978-80-7376-582-8, 2019.
- Cultural Evolution of Racial Imagination. Praha: Metropolitan University Prague Press, 355 stran, ISBN 978-80-87956-95-3, 2019
- Spiritualismus a odvrácená strana přírody. Praha: Triton, Metropolitan University Prague Press, 408 stran, ISBN 978-80-7553-519-1, ISBN 978-80-87956-71-7, 2017
- Dějiny Skandinávie. Praha: Triton, Metropolitan University Prague Press, 504 strany, ISBN 978-80-7553-228-2, ISBN 978-80-87956-42-7, 2017
- Triumf rasismu. Praha: Triton, 992 strany, ISBN 978-80-7387-750-7, 2015
- Úsvit rasismu. Praha: Triton, 832 strany, ISBN 978-80-7387-630-2, 2013
- Jitro Árijců. Život a dílo Arthura Gobineaua, zakladatele árijské ideologie. Praha: Triton, 424 strany, ISBN 978-80-7387-274-8, 2009
- Zakladatelé Západu a poslední člověk. Esej o zrodu a zániku západní civilizace. Ústí nad Labem: Dryada, 184 strany, ISBN 978-80-87025-08-6, 2007
- Za obzor Západu. Proměny antropologického myšlení od Isidora ze Sevilly po Franze Boase. I. a II. díl. Praha: Triton, 2. doplněné vydání, 810 stran, ISBN 978-80-7254-998-6, 2007
- Válka Zuluů. Britsko-zulská válka v roce 1879. Praha: Triton, 308 stran, ISBN 80-7254-830-1, 2006
- Zrození moderní rasové teorie: Život a dílo Victora Courteta. Brno: Akademické nakladatelství CERM, 166 stran, ISBN 80-7204-398-6, 2005
- Mýtus, jazyk a kulturní antropologie. Praha: Triton, 4. přepracované a doplněné vydání, 488 stran, ISBN 80-7254-321-0, 2003
- Od prvotního jazyka k rase. Utváření novověké západní identity v kontextu orientální renesance, 278 stran. Praha: Academia, ISBN 80-200-0987-6, 2002
- Kulturní a sociální antropologie Indoevropanů. Plzeň: Fakulta humanitních studií Západočeské univerzity v Plzni, 171 strana, ISBN 80-7082-591-X, 2000.